# Kanada pachnąca żywicą
Kanada pachnąca żywicą – książka Arkadego Fiedlera z 1935 roku, opowiadająca o jego podróży do Kanady.

## Treść
Pisarz odbył podróż do Kanady w 1935 roku. Wydana w tym samym roku książka jest zbiorem esejów podróżniczych stanowiących zapis zaobserwowanych zjawisk, utrwalonych informacji historycznych, geograficznych i przyrodniczych. W esejach opisane zostały konkretne osoby i zdarzenia. Wiernie przedstawiona została kanadyjska przyroda. 

### Część I
Na część pierwszą składa się kilkanaście esejów. W pierwszym z nich Fiedler opisał podróż z Gdyni do Kanady przez Morze Północne i Atlantyk. W historycznych dygresjach wspomniał o odkryciu przez żeglarzy norweskich w 863 roku Islandii, Leifie Erikssonie i jego dotarciu do brzegów Ameryki Północnej, Giovannim Caboto, odkrywcy Nowej Fundlandii oraz kolonizatorach francuskich. W drugim autor opisuje Montreal, dom handlowy firmy Eaton, zamiłowanie Kanadyjczyków do samochodów i golfa. W trzecim eseju opisana została transformacja Niziny Laurentyńskiej. Autor wspomniał o Irokezach przebywających w rezerwatach, nazywanych przez niego „obozami koncentracyjnymi”. Pomocy podróżnikowi w dotarciu na północ udzielili: dyrektor Canadian National Railway A. A. Gardiner, polski konsul z Ottawy Jerzy Adamkiewicz oraz polscy dyplomaci z Montrealu konsul Kicki i sekretarz Krzeczkowski. W Ottawie Fiedler miał okazję poznać kanadyjskiego polityka sir Williama Lyona Mackenziego Kinga. Na Sherbroke Street w Montrealu pisarz odwiedził księgarnię. Czwarty esej rozpoczyna cytat z Voltaire’a, który scharakteryzował Kanadę, jako „kilka morgów śniegu”. Następnie autor opisał swój pierwszy kontakt z kanadyjskim lasem oraz swym towarzyszem na czas pobytu w puszczy, pochodzącym ze Środy traperem-emigrantem Stanisławem. Pierwsze wspomniane zwierzęta to owady: piewiki, motyl Anosia plexippus oraz ptaki – pirangę szkarłatną nad potokiem St. Denis Creek oraz kolibra.
W eseju Między puszczą a Bogiem opisane zostały losy Stanisława, który miał w 1935 roku 47 lat. Po przyjeździe do Kanady Polak, emigrant z pruskiej Wielkopolski przez piętnaście lat żył z Kaszubami w Otter Lake, następnie wybudował sobie chatę nad St. Denis Creek i żył polując w okolicznych lasach na jelenie i łowiąc, przede wszystkim szczupaki, w rzece Lièvre. Traper miał psa mieszańca, wabiącego się „Nigger”. Polak był bardzo religijny, odwiedzał katolickie sanktuaria: Oratorium św. Józefa w Montrealu i Sainte-Anne-de-Beaupré. W swej chacie posiadał kopię obrazu Matki Boskiej Częstochowskiej, przed którą klękał każdego wieczoru do pacierza. Sąsiadami Stanisława byli francuskojęzyczni chłopi, parafianie z Val-des-Bois: nieżyczliwy mu Desautelles oraz rodziny Tacków i Collardów.
W kolejnych esejach Fiedler przedstawił: osobę René-Roberta Caveliera de La Salle, metysa Greya Owla, Maurice’a Gérarda z Mont Maurier, trzymającego niedźwiedzia, indiańskiego wodza Logana, tragiczną historię Irokezów i ich rezerwatu w Kahnawake, kanadyjskie bobry, sprawę „wojny” z wróblami. W Montrealu Fiedler przygotował się do wyprawy na polowanie na północ. W dancingu Lido nad brzegiem Rzeki Świętego Wawrzyńca rozmawiał o książce „Maria Chapdelaine” autorstwa Louisa Hémona.

### Część II

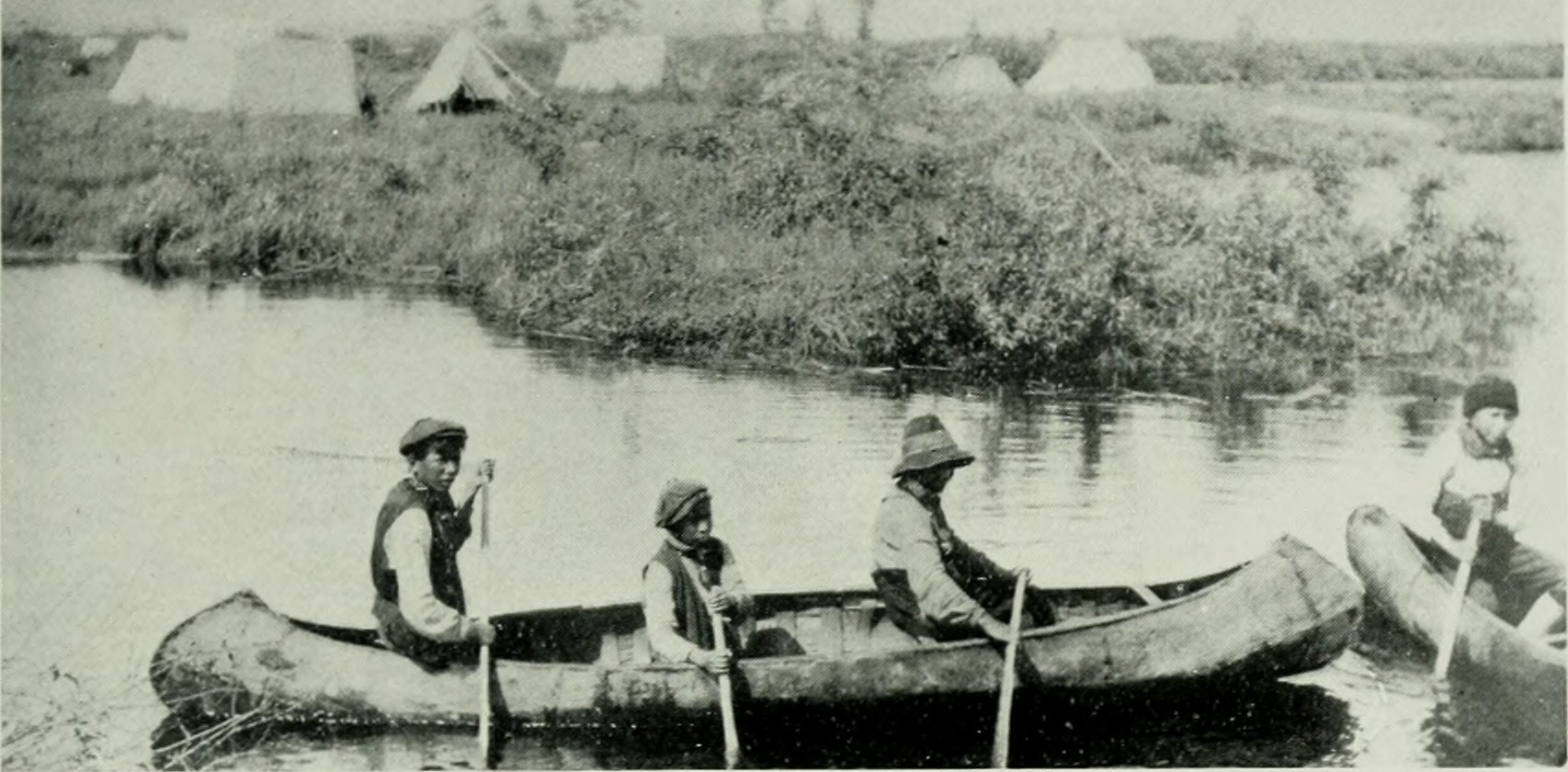
Indianie Kri

Z Montrealu koleją pisarz dotarł do stacji w Oskélanéo na północy Quebecu, skąd wraz ze Stanisławem popłynęli kanu po Oskélanéo River. Po drodze natknęli się na skunksa. Uwagę podróżnika zwróciły szczupaki. W kolejnych esejach Fiedler opisał: kosmogonię indiańską, różnorodność puszczańskiego drzewostanu, zapach jodłowej żywicy, pożar puszczy wraz z reakcją leśnych zwierząt. Przy chacie rybaka do podróżujących przyłączył się husky, który nie opuścił pisarza aż do Obedjiwan.
Po drodze na północ polscy podróżnicy zostali zaatakowani przez stado wilków, zabłądzili, wpływając do niewłaściwej zatoki. Przy ognisku dzielili się opowieściami o polowaniach, zwyczajach zwierząt i kanadyjskich traperach. W eseju Siscoe-Gold-Mine Fiedler przedstawił losy tragicznie zmarłego w 1935 roku Stanisława Szyszki (1891–1935), właściciela kopalni złota. W ostatnich esejach drugiej części przedstawieni zostali Indianie Kri, mieszkający w osadzie Obedjiwan, historia Pocahontas oraz Kompanii Zatoki Hudsona.

### Część III
Eseje w trzeciej części książki dedykowane zostały polowaniu. W wyprawie na łosie towarzyszyli Fiedlerowi, oprócz Stanisława, Indianie – John Iserhoff i Lisim. Obóz założyli nad Marmette Lake, po którym łowcy poruszali się przy użyciu kanu. Lisim posługiwał się sześciomilimetrowym winchesterem. W eseju Niedźwiedzica Fiedler opisał udane polowanie na niedźwiedzia, w eseju Upiorna drapieżność łowienie szczupaków, w eseju Goście w obozie zachowanie sójek kanadyjskich, myszy leśnych oraz ursona amerykańskiego. Triumfalnie, hucznie, z fanfarą czerwieni to opis nadejścia jesieni, czasu polowań na łosie. Fiedler opisał assapana północnego. W eseju Ścieżki znalazły się rozważania na temat ludzkich i zwierzęcych ścieżek. Autor docenił ścieżki indiańskie bardziej niż te wytyczone przez rodaka. Ostatnie eseje stanowią opis przeżyć z polowania na łosia.
W powojennych wydaniach książki autor zamieszczał nowe eseje, m.in.: Bogactwo i nędza, o kanadyjskich bezrobotnych z okresu międzywojennego, Los białego Hurona, o Étienne Brûlé, Wilno w Ontario, o Kaszubach z Otter Lake, Dwa zające i jastrząb, Gdzie jest ta sielanka o francuskich Metysach, Polski bojownik o wolność Kanady, o Finie Nilsie von Schoultzu, Zwycięzca Niagary, o Kazimierzu Gzowskim, Jan Flis lirnik Kanadyjski, Indianin John.

## Wydania
Książkę szereg razy wydano w Polsce. Została też przetłumaczona i wydana w następujących językach: słowackim, niemieckim, czeskim, rosyjskim, estońskim, rumuńskim, serbochorwackim i bułgarskim.
- 1935 – I wydanie (Kanada pachnąca żywicą)
- 1937 – II wydanie (Kanada pachnąca żywicą, Warszawa, Towarzystwo Wydawnicze „Rój”)
- 1939 – III wydanie (Kanada pachnąca żywicą, Warszawa, Towarzystwo Wydawnicze „Rój”)
- 1942 – V wydanie (Kanada pachnąca żywicą, Londyn, M. I. Kolin Publishers)
- 1946 – VII wydanie (Kanada pachnąca żywicą, Warszawa, Czytelnik)
- 1947 – w Kanadzie (Kanada pachnąca żywicą, Montreal, Imprimerie Saint-Joseph)
- 1949 – VIII wydanie (Kanada pachnąca żywicą, Warszawa, Czytelnik)
- 1955 – kolejne wydanie (Kanada pachnąca żywicą, Warszawa, Iskry)
- 1957 – kolejne wydanie (Kanada pachnąca żywicą, Warszawa, Ludowa Spółdzielnia Wydawnicza)
- 1957 – kolejne wydanie (Kanada pachnąca żywicą, Warszawa, Iskry)
- 1967 – XI wydanie (Kanada pachnąca żywicą, Poznań, Wydawnictwo Poznańskie)
- 1973 – kolejne wydanie (Kanada pachnąca żywicą, Warszawa, Iskry)
- 1977 – XIII wydanie (Kanada pachnąca żywicą, Warszawa, Iskry)
- 1986 – kolejne wydanie (Kanada pachnąca żywicą, Poznań, Wydawnictwo Poznańskie)
- 2003 – kolejne wydanie (Kanada pachnąca żywicą, Kraków, Wydawnictwo Zielona Sowa)
- 2009 – kolejne wydanie (Kanada pachnąca żywicą, Pelplin, Wydawnictwo „Bernardinum”)
- 2010 – kolejne wydanie (Kanada pachnąca żywicą, Piaseczno, Heraclon International – Storybox.pl)
- 2022 – XIV wydanie (Kanada pachnąca żywicą, Pelplin, Wydawnictwo „Bernardinum”)